# Somandepalle
Somandepalle est une ville du district d'Anantapur, jusqu'en 2022, puis du district de Sri Sathya Sai, à compter de sa formation le 3 avril 2022, dans l'État d'Andhra Pradesh en Inde. 
Selon le recensement de l'Inde de 2011, la localité compte une population de 18 895 habitants.